# Psalidognathus rufescens
Psalidognathus rufescens är en skalbaggsart som beskrevs av Reé Michel Quentin och Jean François Villiers 1983. Psalidognathus rufescens ingår i släktet Psalidognathus och familjen långhorningar. Inga underarter finns listade i Catalogue of Life.